# Atmore, Alabama
Atmore är en stad (city) i Escambia County, Alabama. Enligt United States Census Bureau har staden en folkmängd på 10 147 invånare (2011) och en landarea på 56,6 km².